# Chirgua

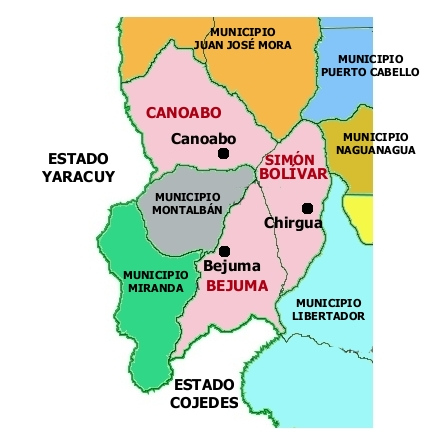
Chirgua en el municipio Bejuma.

Chirgua es una localidad del estado de Carabobo en el municipio Bejuma, Venezuela. Está ubicada en la parroquia civil Simón Bolívar.

## Datos históricos
Chirgua conserva el nombre desde sus principales pobladores, palabra derivada de Chirigua (Vasija de barro de aguas cristalinas). En voz Quechua Almará significa frío, pimpina de agua fría. El valle de Chirgua comienza en Cariaprima cabecera del río Chirgua hasta el encuentro con el río La Mona y el caserío ubicado en la carretera panamericana. “sus primeros pobladores fueron los de la tribu Chirgua. A la llegada de los Jirajaras de Estado Lara, el valle de Chirgua fue un centro cultural indígena. Esta tribu fue exterminada en varias batallas y enfrentamientos, por los españoles, que se desplazaron desde El Tocuyo hacia el centro, al mando del capitán Juan de Villegas y Maldonado, al pie del monte en la acequia, pequeño poblado, en el siglo XVII.
Con la intención de poner a producir el campo, en la gestión del general Eleazar López Contreras trajeron inmigrantes de Dinamarca, pero no lograron adaptarse al clima y hubo una deportación de 38 de las 48 familias danesas que emigraron a Chirgua, exceptuando a los Petersen,  Jørgensen y otros pocos de forma individual. Después llegaron cubanos y canarios. Estos extranjeros fueron quienes iniciaron las siembras de papa en el sector, por lo que desde el año 1938, Chirgua ha sido una potente zona productora agrícola, no solo del tubérculo, sino de muchas otras verduras y hortalizas, que logran abastecer los mercados del país y en especial la región central.

## Geografía y Clima
El centro poblado de Chirgua, está ubicado en el Valle de Chirgua, perteneciente a la parroquia rural Simón Bolívar, Municipio Bejuma del Estado Carabobo. Chirgua se encuentra ubicado en la zona occidental del Estado Carabobo, en las estribaciones de la cordillera de la costa. Cuenta con una temperatura de 28 °C como máxima, una media de 25 °C y 15 °C como mínima.
Latitud (DMS): 10°12′ 31 N
Longitud (DMS): 68°10′ 51 W

## Economía
Chirgua vive ante todo de la producción agrícola.
Fundamentalmente producción de papas y maíz, motivo por el cual es conocido como el Valle Papero, pero la alta calidad de su tierra, la hacen idónea para la producción de todo tipo de hortalizas. En la actualidad coexisten en Chirgua diversos tipos de producción agrícola, unos con procedimientos tradicionales y otros con modernas técnicas de producción en invernaderos, es una importante fuente de suministro de hortalizas para los mercados de la región central del país.
Unos de los rubros más cosechados en Chirgua es el llamado MONTE CHINO, es decir hortalizas chinas; las cuales la mayoría de los pobladores la siembran hasta en el patio de sus casas, ya que es una fuente de ingreso para los padres y madres de familia. De igual manera Chirgua cuenta con diversos comercios que son atendidos por sus propios dueños.

## Sitios de interés
- Geoglifo de Chirgua: una figura de 32 metros de altura y 40 cm de profundidad realizado por indígenas precolombinos.
- Hacienda Cariaprima, que antiguamente fue propiedad de la familia Bolívar, por mucho tiempo fue una importante referencia par los lugareños, en la actualidad en decadencia, debido a la mala situación de la producción agrícola del país, y la des inversión.
- La Parroquia tiene importantes recursos hídricos, sus cerros están bañados de pequeñas quebradas que representan un atractivo para la acampada, y favorecen el mantenimiento de una rica variedad de fauna.
- En la actualidad la vialidad de acceso a esta pequeña joya turística olvidada, se encuentra en franco deterioro.